# Hypnodontopsis apiculatus
Hypnodontopsis apiculatus är en bladmossart som beskrevs av Iwatsuki och Noguchi 1957. Hypnodontopsis apiculatus ingår i släktet Hypnodontopsis och familjen Rhachitheciaceae. Inga underarter finns listade i Catalogue of Life.